# Dennenzanger
De dennenzanger (Setophaga pinus, synoniem: Dendroica pinus) is een zangvogel uit de familie der Parulidae (Amerikaanse zangers).

## Verspreiding en leefgebied
Deze soort komt voor in oostelijk Noord-Amerika en telt 4 ondersoorten:
- Setophaga pinus pinus: zuidoostelijk Canada en de oostelijke Verenigde Staten.
- Setophaga pinus florida: zuidelijk Florida.
- Setophaga pinus achrustera: de Bahama's.
- Setophaga pinus chrysoleuca: Hispaniola.